# 新市政廳 (漢諾威)
新市政廳（德語：Neues Rathaus）是位於德國漢諾威的一座建築，開幕於1913年7月20日，修建耗時12年，耗資1,000萬馬克，是漢諾威的市政廳。二戰期間建築受到損壞，戰後得到修復。

## 外部連結
- Information of the city of Hanover about the New City Hall （页面存档备份，存于） in German
- Webcam with a view of the New City Hall （页面存档备份，存于）
- 3D model in GoogleEarth 4 （页面存档备份，存于）
- New City Hall city panorama （页面存档备份，存于） - Interactive 360° panorama with New City Hall dome （页面存档备份，存于） and panoramic view （页面存档备份，存于）

52°22′02″N 9°44′15″E / 52.36722°N 9.73750°E